# 长梗风毛菊
长梗风毛菊（学名：Saussurea dolichopoda）为菊科风毛菊属的植物，为中国的特有植物。分布在中国大陆的四川、陕西、湖北、甘肃、云南等地，生长于海拔1,400米至2,750米的地区，见于山谷林下和山坡，目前尚未由人工引种栽培。